# RD-270
RD-270 (ロシア語: Ра́кетный дв́игатель 270, Rocket Engine 270, 8D420) は、1960年から1970年にかけてソビエトのOKB-456(第456設計局)によって開発された単体の燃焼室を備えた二液推進系の液体燃料ロケットである。月面到達を目指すUR-700とUR-900ロケットシリーズの第一段に使用される予定だった。1970年12月31日に搭載予定のロケットと共に開発は中止された。ソビエトとロシアにおいて単体の燃焼室のロケットエンジンとしては最も高推力で、地表で640ｔの推力だった。推進剤には非対称ジメチルヒドラジン (UDMH) と四酸化二窒素 (N2O4) が使用された。燃焼室圧力は当時最大の約26 MPaだった。この圧力を達成するために、燃焼室へ送る前の推進剤は、酸化剤リッチと燃料リッチの状態で駆動する二組のタービンを駆動した（フルフロー二段燃焼サイクル）。これにより地表での比推力は301秒に達した。
1970年12月11日にロケット本体とともに開発が凍結され、試験用エンジンのみが残された。
2009年時点においてソビエトとロシアにおいて単一の燃焼室のエンジンとしては最も強力である。

## 歴史
RD-270の開発は1962年6月26日にヴァレンティン・グルシュコの主導の元で開始された。1967年には予備調査が完了した。完成当時は高沸点推進剤を使用するエンジンとしては世界で最も強力なエンジンだった。海面高度での作動のために膨張比の小さい短いノズルを備えた実験用エンジンが製作され、1967年から1969年にかけて燃焼試験が行われた。22機のエンジンで計27回の試験が行われ、そのうち2基は2回、1基は3回試験された。後にUR-700ロケット計画の中止により全ての作業は止まった。
エンジンの開発中、理論上高比推力が期待されるペンタボラン'zip'推進剤を試験する為に改良されたRD-270Mで試験を行っている。燃料のペンタボランは大きな毒性の問題をはらんではいたが、エンジンの比推力を42秒増加させた。試験は環境上の問題により局地的に実施された。N-1ロケットのために改良されたRD-270Kも開発されたが、地上試験の段階で問題が解決しなかった。

## 設計
エンジンの出力範囲は95-105%で、推力の噴射方向はR-56ロケット用の場合±12°、UR-700ロケット用の場合±8°で調整できる。酸化剤と燃料の混合比は2.67で、7%変えられる。
高比推力と高圧の燃焼室圧力を達成するためにRD-270は二系統のフル・フロー二段燃焼サイクルを適用している。二組のタービンと予備燃焼室からガスの状態で全ての推進剤が循環する。一つのタービンは燃料リッチガスで燃料ポンプを駆動し、もう一方は酸素リッチのガスで酸化剤のポンプを駆動する。その結果主燃焼室 (MCC) はガス発生器から送られるタービンを駆動後のガスのみを燃焼する。エンジンの制御装置は燃料系統と酸化剤系統の二つを独立して調整する機能を有する。
主燃焼室にはフィルム冷却による冷却のために内部に溝が4本あり、ノズルの最も加熱される部分は熱防御のためにジルコニアによって被覆されている。